# Cleo Laine Live!!! at Carnegie Hall
Cleo Laine Live!!! at Carnegie Hall es un álbum en vivo de la cantante inglesa Cleo Laine. Fue publicado en marzo de 1974 a través de RCA Records. Tras su lanzamiento, Cleo Laine Live!!! at Carnegie Hall debutó en el #196 en el Top LPs & Tape de Billboard, siendo este su primer álbum en aparecer en la lista.

## Grabación y producción
El al álbum se grabó el 17 de octubre de 1973 en el Carnegie Hall de Manhattan, Nueva York. El concierto fue producido por Vincent Ryan y Clifford Hocking, y el acompañamiento instrumental era un grupo extremadamente unido que ofrecía un sólido respaldo a la voz animada de Cleo. Cash Box comparó la capacidad controlada para cantar scat de Cleo con la de artistas como Sarah Vaughan y Ella Fitzgerald.

## Recepción de la crítica
Un escritor no especificado de Record World describió el álbum como “una grabación en vivo que realmente captura su vitalidad”, y añadió: “Empleando su voz como si fuera un instrumento musical, los tonos vocales plateados de la Sra. Laine son totalmente sinceros”.

## Galardones
| Año  | Premio         | Categoría                                | Resultado | Ref.  |
| ---- | -------------- | ---------------------------------------- | --------- | ----- |
| 1974 | Premios Grammy | Mejor Interpretación Vocal Pop, Femenina | Nominada  | [ 6 ] |

## Créditos y personal
Créditos adaptados desde las notas de álbum de Cleo Laine Live!!! at Carnegie Hall.
Músicos
- Cleo Laine – voces
- John Dankworth – clarinete, saxofón
- Anthony Hymas – piano, piano eléctrico
- Daryl Runswick – bajo eléctrico, contrabajo
- Carmine D'Amico – guitarra
- Graham Morgan – batería

Personal técnico
- Pete Spargo – productor
- John Dankworth – arreglos, conductor
- Ken Gibson – arreglos en «Music»
- Daryl Runswick – arreglos en «Wish You Were Here (I Do Miss You)»
- Harry Robinson – arreglos en «Stop and Smell the Roses»
- Ed Begley – ingeniero de audio
- Barney Keville – ingeniero de audio
- Craig DeCamps – tipografía, diseño
- Acy Lehman – director artístico
- Henry Edwards – notas de álbum

## Posicionamiento
| Gráfica (1974)                              | Pico de posición |
| ------------------------------------------- | ---------------- |
| Estados Unidos (Billboard Top LPs & Tape)   | 157              |
| Estados Unidos (Record World Jazz LP Chart) | 15               |